# Keeill

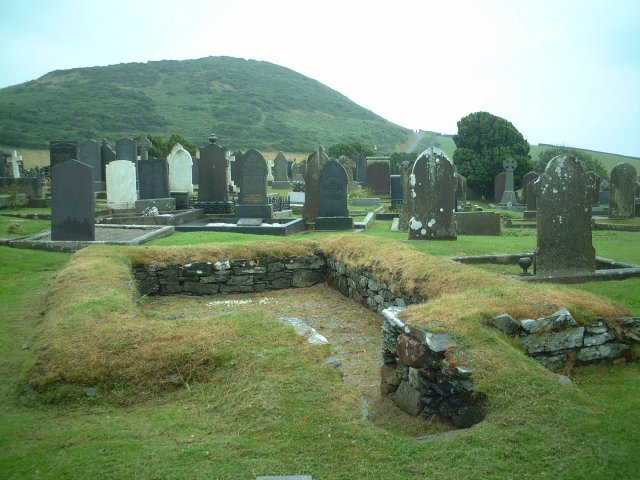
Keeill an der Maughold Church

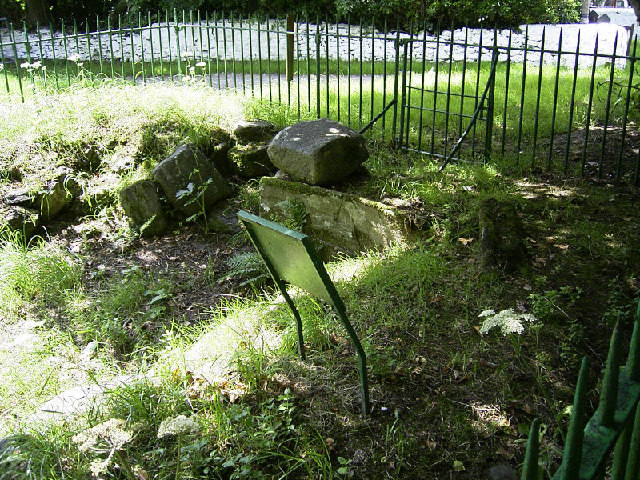
Keeill auf Glenlough Farm, Marown

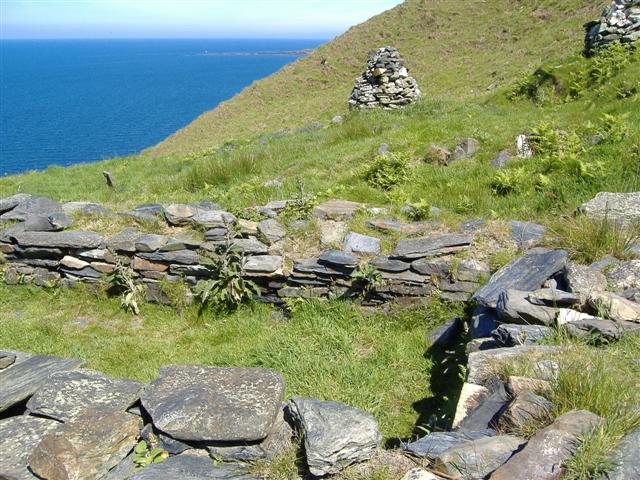
Lag ny Keeilley am Cronk ny Arrey Laa

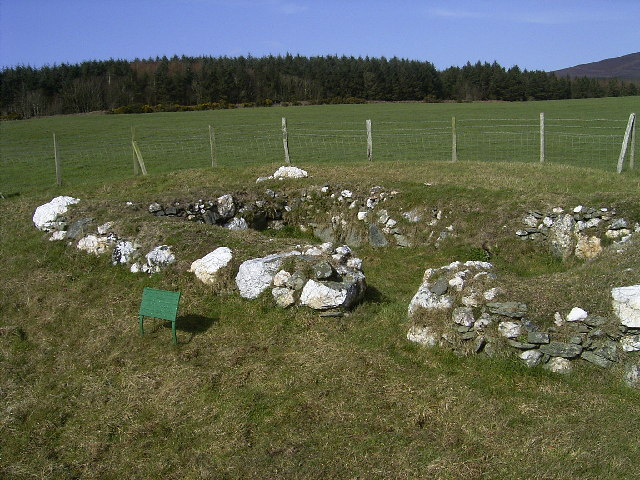
Ballayelse Keeill

Ein Keeill (auch Keeil; irisch: Cill) ist eine primitive frühchristliche Kapelle bzw. ein Oratorium der Iroschottischen Christen auf der Isle of Man aus der Zeit vor der Einführung des auf Rom zentrierten Kirchensystems im 12. Jahrhundert.
Der Gesamtplan eines Keeill erinnert an frühkirchliche Einfriedungen in Irland, die aus einem älteren Rath entstanden und sicher Modell standen. 
Im 6. Jahrhundert entstand eine Klasse von Geistlichen, unabhängig von den Klöstern. Diese Einsiedler sind als Culdeer (von Cele De, Diener Gottes) bekannt und galten als Erbauer der Keeills. Neuere Analysen legen jedoch nahe, dass der Bau der Keeills erst Ende des 9. oder Anfang des 10. Jahrhunderts n. Chr. begann und im späten 13. Jahrhundert endete. Die Neudatierung bedeutet, dass sie innerhalb des Zeitraums der skandinavischen Besiedlung der Insel entstanden. Auf der Isle of Man waren einst etwa 300 Keeills vorhanden. Von etwa 170 sind die Standorte bekannt. Heute sind nur die Fundamente von 35 Keeills erhalten, die eine Vorstellung von ihrem ursprünglichen Aussehen geben.

## Beschreibung
Älteste Keeills waren wahrscheinlich aus Lehm und Flechtwerk, während die als Ruinen erhaltenen, aus dem 9. bis 12. Jahrhundert stammenden und in der Regel fünf mal drei Meter messenden aus unbehauenen Steinen, Platten, Erde und Geröll gebaut sind. Die Form ist rechteckig ohne Trennung. Ihre Größe variiert erheblich. Die Ballachrink-Keeill in Marown misst innen nur 3,1 × 1,8 m. Ansonsten können sie 6,9 × 4,0 (Keeill Vian, Lonan), 17,1 × 5,4 m (St Patrick Kapelle, Patrick Isle) oder sogar 22,5 × 7,2 m (St. Trinian, Marown) erreichen. Die Wände variieren in der Dicke von 0,7 bis 1,4 m und sind an der Außenseite durch einen Damm von Erde und Steinen von 0,7 m Höhe und 1,4 m Breite geschützt. Die schmale und sich nach oben verjüngende Tür befindet sich normalerweise im Westgiebel. Das in der Regel einzige kleine Fenster liegt in einer Höhe von 0,6 bis 0,9 m über dem Boden. Der Altar liegt immer an der östlichen Wand und erreicht eine Höhe von etwa 0,6 m. Normalerweise wurden Keeills auf natürlichen oder künstlichen Erhebungen errichtet und hatten einen von einem oft über 1,5 m hohen Wall umgebenen Friedhof. 
Liste der am besten erhaltenen Stätten:
- Balladoole
- Ballafreer
- Ballaquinney
- Cabbal Dreem Ruy (Ballayelse Keeill)
- Eyreton
- Glenlough
- Knock y Doonee
- Lag ny Keeilley
- Maughold North und South Keeill
- Pherick a Dromma
- Speke Farm
- Spooyt Vane
- Woirrey